# Aspelt - Lannebur, Am Kessel
Aspelt - Lannebur, Am Kessel este o arie protejată (arie de protecție specială avifaunistică — SPA) din Luxemburg întinsă pe o suprafață de 71,1 ha, integral pe uscat.

## Localizare
Centrul sitului Aspelt - Lannebur, Am Kessel este situat la coordonatele 49°31′44″N 6°12′03″E / 49.529°N 6.2008°E.

## Înființare
Situl Aspelt - Lannebur, Am Kessel a fost declarat arie de protecție specială avifaunistică în ianuarie 2004 pentru a proteja 38 de specii de animale.

## Biodiversitate
Situată în ecoregiunea continentală, aria protejată conține 1 habitat natural: Fânețe de joasă altitudine (Alopecurus pratensis, Sanguisorba officinalis).
La baza desemnării sitului se află mai multe specii protejate:
- păsări (37): lăcar-de-lac (Acrocephalus scirpaceus), ciocârlie-de-câmp (Alauda arvensis), rață pitică (Anas crecca), rață cârâitoare (Anas querquedula), fâsă de luncă (Anthus pratensis), fâsă de pădure (Anthus spinoletta), ciuf de câmp (Asio flammeus), buhai de baltă (Botaurus stellaris), Branta leucopsis, barză albă (Ciconia ciconia), barză neagră (Ciconia nigra), erete vânăt (Circus cyaneus), prepeliță (Coturnix coturnix), cristeiul de câmp (Crex crex), egretă albă (Egretta alba), presură de stuf (Emberiza schoeniclus), șoim călător (Falco peregrinus), becațină comună (Gallinago gallinago), sfrâncioc roșiatic (Lanius collurio), sfrâncioc mare (Lanius excubitor), gușă albastră (Luscinia svecica), becațină mică (Lymnocryptes minimus), gaia neagră (Milvus migrans), gaia roșie (Milvus milvus), codobatura galbenă (Motacilla flava), potârniche (Perdix perdix), viespar (Pernis apivorus), bătăuș (Philomachus pugnax), ciocănitoarea verde (Picus viridis), ploier auriu (Pluvialis apricaria), cristei de baltă (Rallus aquaticus), turturică (Streptopelia turtur), fluierar de mlaștină (Tringa glareola), fluierar cu picioare verzi (Tringa nebularia), fluierarul de zăvoi (Tringa ochropus), fluierarul cu picioare roșii (Tringa totanus), nagâț (Vanellus vanellus)
- nevertebrate (1): fluturele-tigru (Callimorpha quadripunctaria)

Pe lângă speciile protejate, pe teritoriul sitului au mai fost identificate 5 specii de plante, 1 specie de nevertebrate.